# Korups Have
Korups Have var et forlystelsessted, der lå ved Kirstinedalsvej i udkanten af Søndermarken ved Frederiksberg.
Stedet blev oprettet i 1856 af Jens Rasmussen Korup og var et forlystelsesetablissement med koncerter, teater, traktørsted, lysthuse, skydetelte m.m. Jens Rasmussen Korup navngav ikke selv stedet Korups Have – det var en folkelig betegnelse, der efterhånden vandt hævd. I 1904 blev Korups Have købt af P. Henrichsen, der ejede det indtil 1934. Stedet lukkede formentlig på dette tidspunkt. 
55°40′00″N 12°31′23″Ø / 55.66653°N 12.52292°Ø